# Rudolf Ferdinand Spitaler
Rudolf Ferdinand Spitaler, né en 1859 et mort en 1946 est un astronome, géophysicien, météorologue et climatologue autrichien,,.

## Biographie
Il a découvert 64 objets de l'Index Catalogue alors qu'il travaillait à l'observatoire de Vienne, il est également le découvreur de la comète périodique 113P/Spitaler.
Il fut l'un des premiers à spéculer sur l'existence d'une 13e constellation zodiacale, qui plus tard fut confirmée et est connue sous le nom d'Ophiuchus.

## Sélection de travaux
- Zeichnungen und Photographien am Grubb’schen Refractor von 68 cm (27 engl. Zoll) Öffnung in den Jahren 1885 bis 1890 (1891)
- Bahnbestimmung des Kometen 1851 III (Brorsen) (1894)
- Periodische Verschiebungen des Schwerpunktes der Erde (1905)
- Die Achsenschwankungen der Erde als Ursache der Auslösung von Erdbeben (1913)
- Das Klima des Eiszeitalters (1921)